# دانشگاه اهل‌البیت

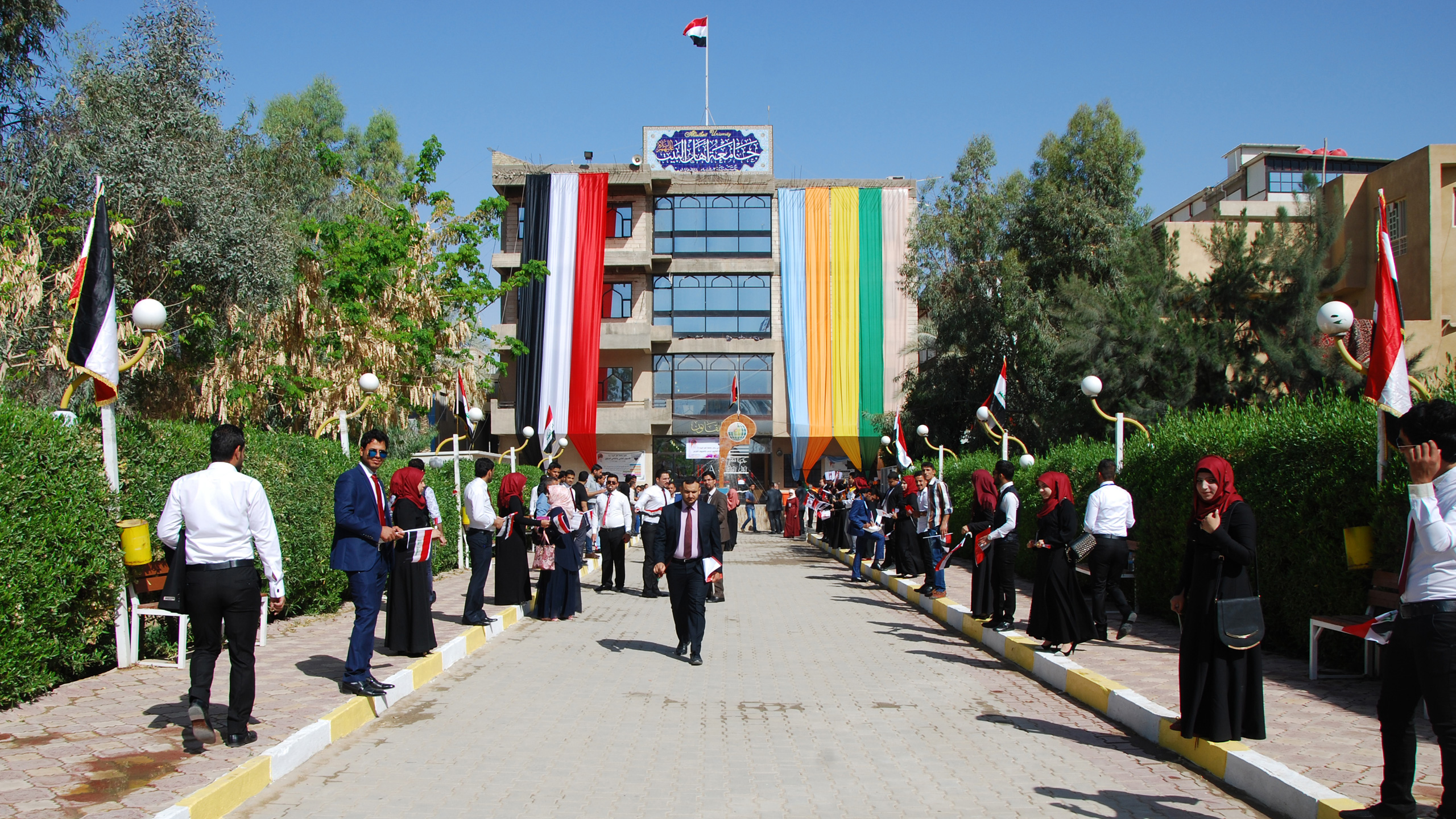
تصویری که حیاط دانشگاه اهل‌البیت در عراق را نشان می‌دهد.

دانشگاه اهل‌البیت (به عربی: جامعة أهل البيت) یک دانشگاه خصوصی عراقی می‌باشد که در سال ۲۰۰۳ در شهر کربلا تأسیس شد.

## دانشکده‌ها
- دانشکده حقوق
- دانشکد ادبیات
- دانشکده شریعت اسلامی